# 埃米尔·芒努松
埃米尔·芒努松（瑞典語：Emil Magnusson，1887年11月23日—1933年7月26日），瑞典前男子田径运动员，主攻铁饼。他曾代表瑞典参加1912年夏季奥林匹克运动会田径比赛，获得一枚铜牌。